# Чемпионат России по конькобежному спорту 1901
Чемпионат России по конькобежному спорту в классическом многоборье 1901 года — 13-й чемпионат России, который прошёл в феврале 1901 года в Москве на катке Зоологического парка. В первенстве принимали участие только мужчины.
Чемпионом России стал москвич Сергей Григорьев, второе и третье места поделили — Г. Трифонов (Санкт-Петербург) и Иван Попов.
С 1895 года чемпион определялся по итогам выступления на двух дистанциях 1500 и 5000 метров. Забеги осуществлялись парами. Для завоевания звания чемпиона России необходимо было победить на обеих дистанциях.

## Результаты чемпионата
| место | спортсмен        | город           | 1500 м     | 5000 м      |
| ----- | ---------------- | --------------- | ---------- | ----------- |
| 1     | Сергей Григорьев | Москва          | 2.54,6 (1) | 10.25,0 (1) |
| 2     | Г. Трифонов      | Санкт-Петербург | -          | 10.51,4 (2) |
| 2     | Иван Попов       | -               | -          | 10.51,4 (2) |